# Budova Státní banky (Novosibirsk)
Budova Státní banky (rusky Здание Госбанка) je konstruktivistická stavba na Leninově náměstí v centru Novosibirsku. Objekt z let 1929-1930 má status architektonické památky regionálního významu. V současnosti slouží jako sídlo pobočky Centrální banky Ruské federace.

## Historie a výstavba
Roku 1928 vyhlásila Sibiřská krajská kancelář Státní banky SSSR všesvazové výběrové řízení na výstavbu budovy Státní banky v Novosibirsku. Zvítězil projekt Moiseje Jakovleviče Ginzburga, který předpokládal stavbu o ploše 1000 m². Státní bance nicméně téhož roku snížili rozpočet, a tak musel být projekt pozměněn.
Vypracováním nového návrhu byl pověřen místní architekt Andrej Dmitrijevič Krjačkov, autor mj. například tzv. Stobytového domu v Novosibirsku. Využil přitom některé nápady Ginzburga i dalších účastníků všesvazové soutěže, plocha však byla výrazně zmenšena.
Výstavba pod vedením inženýra A. F. Potapova proběhla v letech 1929-1930.

## Popis
Základ budovy tvoří železobetonový skelet, vnější stěny jsou cihlové, omítnuté a natřené na červeno.
Objekt je asymetrický, přičemž jeho základní plán připomíná písmeno U. Čelní fasáda je orientována na náměstí Lenina. Severní křídlo nemá okna, neboť zde projekt předpokládal rozmístění skladů a sejfů. Nad vchody jsou umístěny stříšky.
Provozní sály jsou umístěny nad sebou, kancelářské prostory se nachází v bočním křídle v ulici Lenina. Všechny prostory byly sjednoceny vestibuly, patra spojovalo široké schodiště. Kromě toho byly provozní sály a prostory skladišť a sejfů propojeny zvláštním vestibulem. Chodby a přechody zde téměř neexistovaly. V průběhu let však došlo k několika úpravám, a původní konstruktivistická dispozice tak byla částečně zničena.

## Galerie

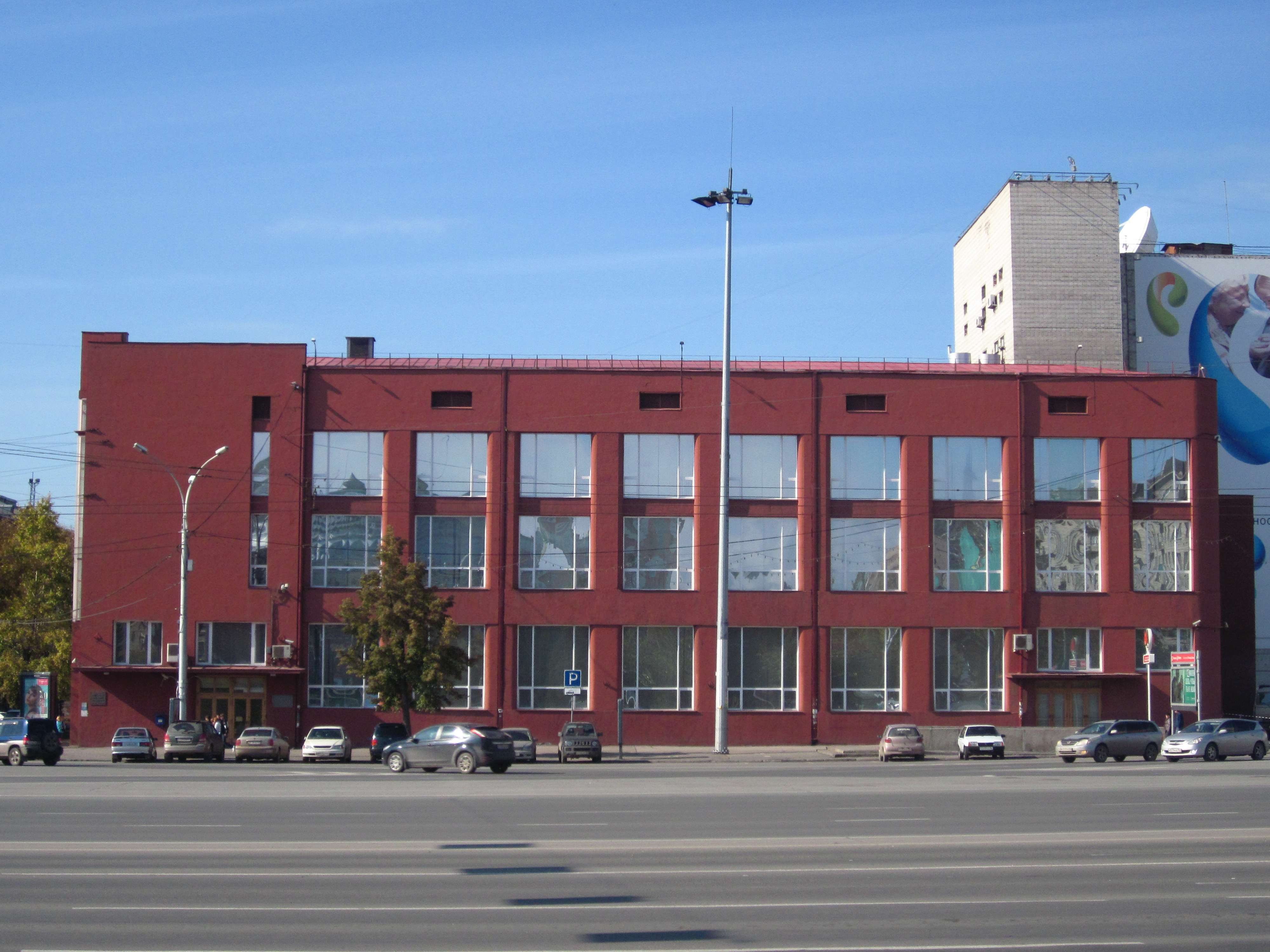
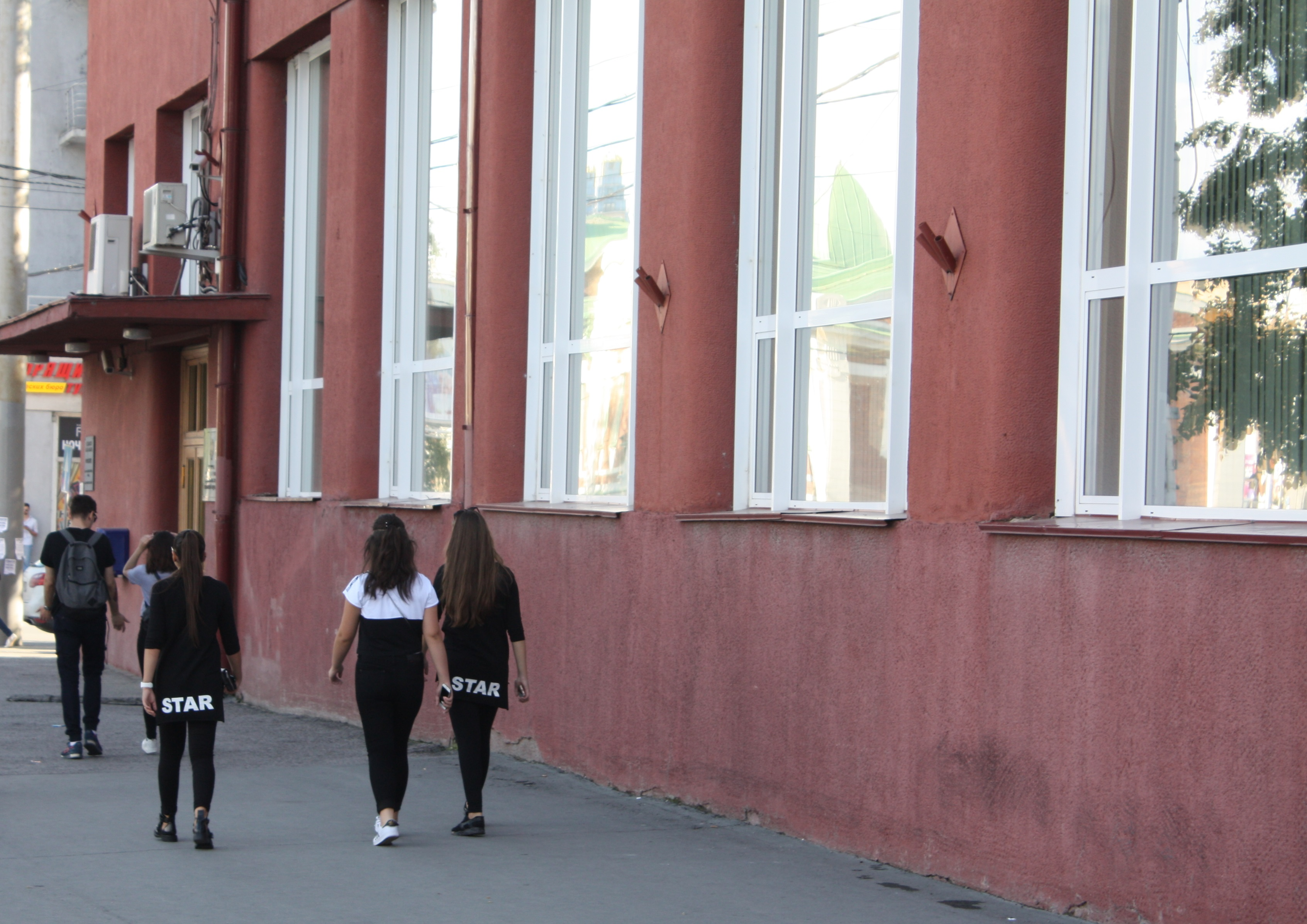
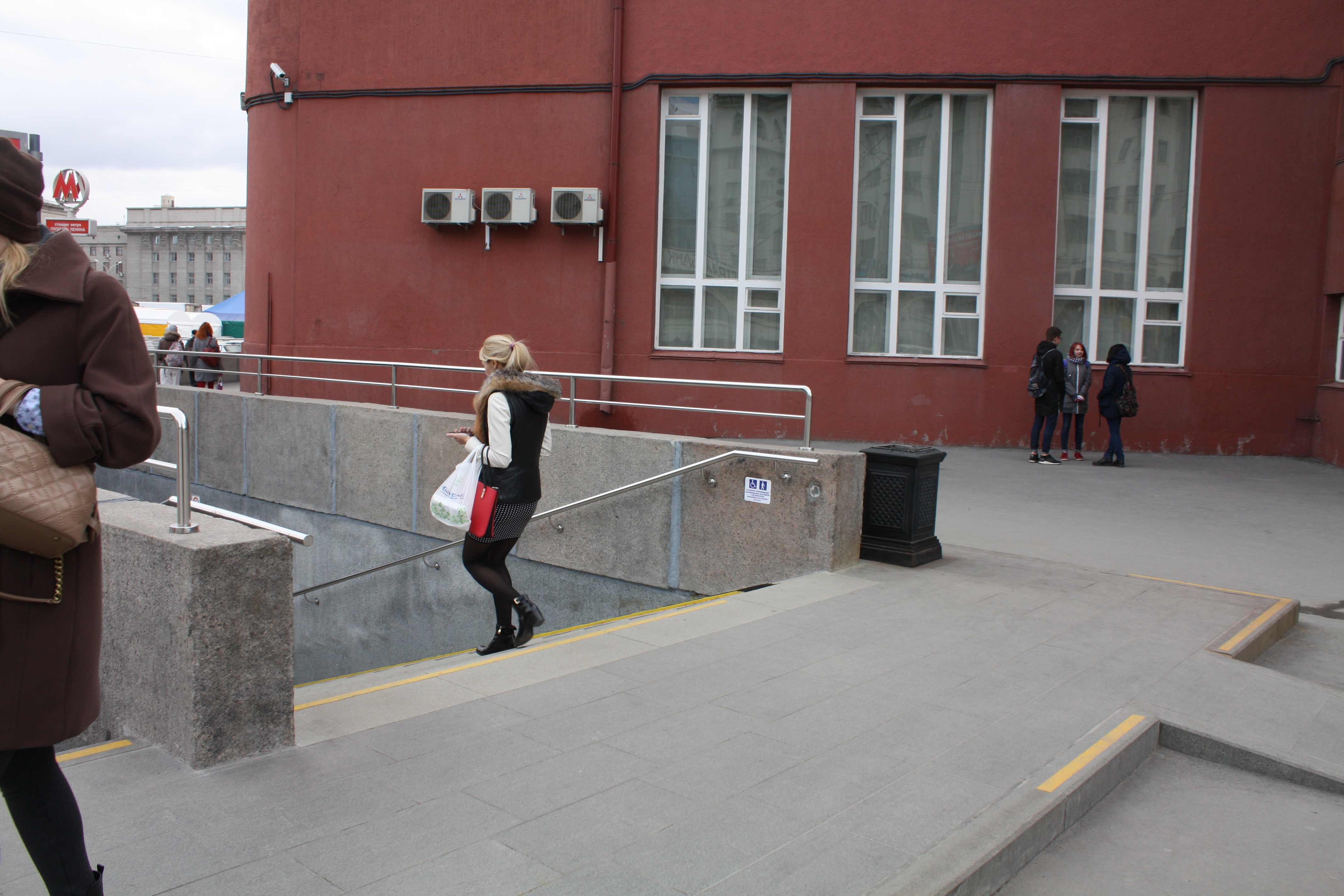